# Tour de Francia 1995
El 82.º Tour de Francia se disputó del 1 al 23 de julio de 1995 sobre un recorrido de 20 etapas y con un total de 3.635 km que se cubrieron a una velocidad media de 39,193 km/h. La carrera comenzó en Saint-Brieuc terminó en París, en el clásico final de los Campos Elíseos.
El ganador final fue el español Miguel Induráin, quien conseguía así su quinta victoria, igualando el récord de Jacques Anquetil, Eddy Merckx y Bernard Hinault, pero siendo el primero de ellos que lo hacía de forma consecutiva.

## Desarrollo de la carrera
Miguel Induráin volvía a partir como favorito de la ronda gala. Tony Rominger, reciente vencedor del Giro de Italia 1995, volvía a encontrarse entre sus más directos rivales. Entre estos, también se encontraba el joven ruso Eugeni Berzin, segundo por detrás de Rominger en el Giro y que ya había derrotado a Induráin en el Giro de Italia 1994.
La etapa prólogo resultó un tanto atípica, pues a mitad de la prueba comenzó a llover torrencialmente, lo cual impidió que los favoritos disputaran la etapa, en la que vencería el francés Jacky Durand, que no era para nada un experto en contrarreloj.
El equipo Gewiss-Ballan demostró una gran fuerza en la contrarreloj por equipos, en la que quedó primero por delante de la ONCE. Además del jefe de filas, Berzin, había otros corredores importantes en aquella escuadra, como Bjarne Riis e Ivan Gotti.
Durante las primeras etapas no hubo concesiones y todas se decidieron al sprint. En la séptima etapa, con final en Lieja, se vio a un agresivo Miguel Induráin que, en compañía del belga Johan Bruyneel, llegaría destacado a la meta con casi un minuto de ventaja. La octava etapa era la primera contrarreloj individual. Induráin volvía a vencer en una etapa cronometrada, si bien esta vez no fue tan decisiva como en años anteriores y fue seguido, relativamente de cerca, por Riis, Rominger y Berzin.
Alex Zülle, que había perdido casi cuatro minutos en la contrarreloj del día anterior, quiso desquitarse en la primera llegada en alto de aquel Tour, en La Plagne. Tras llegar a situarse como virtual líder durante el transcurso de la etapa, venció finalmente con dos minutos de ventaja sobre Induráin, el cual sufrió mucho durante aquella etapa. En aquella etapa, Berzin, que abandonaría en la décima etapa, decía adiós a todas sus posibilidades, perdiendo más de 17 minutos en meta. Rominger, que perdía cuatro minutos respecto de Induráin, también veía, una vez más, truncadas sus esperanzas. Zülle se convertía así en el gran rival de Induráin en aquel Tour.
La décima etapa, con final en Alpe d'Huez supuso la confirmación de que el suizo Zülle era el rival a batir por Induráin. Junto a ellos estaba el danés Bjarne Riis, tercero en la general, aunque ya a seis minutos. La victoria fue para Marco Pantani.
El colombiano del equipo Kelme, Hernán Buenahora, lo intentaría en la etapa siguiente, pero escogió un mal compañero de escapada, el italo-inglés Maximilian Sciandri, mucho más rápido en meta que él.
La duodécima etapa, con un trazado sinuoso y muy duro a través del Macizo Central, puso en serios apuros a Induráin, pues se produjo un grupo de escapados en el que estaba el francés Laurent Jalabert, que llegó a los 16 minutos de ventaja y llegó a situar a Jalabert al frente de la clasificación general. Sin embargo, el trabajo en bloque del equipo Banesto consiguió reducir sensiblemente dicha diferencia, salvaguardando así el maillot de su líder. Aun así, Jalabert, que también ganaría la etapa, conseguía colocarse en tercera posición en la general.
Pantani lograría su segunda victoria de etapa en Guzet Neige, donde llegó en solitario y destacado, aunque aquella etapa no tuvo consecuencias para los mejor clasificados.
En la decimoquinta etapa, el francés Richard Virenque volvió a protagonizar una larguísima escapada que le serviría para sentenciar la clasificación de la montaña, además de ganar la etapa. Ese mismo día, en el descenso del primer puerto, el Portet-d'Aspet, se produjo la caída de varios corredores. El francés Dante Rezze caía por una pendiente, aunque sin consecuencias. Peor parado salía el italiano Fabio Casartelli, que yacía inconsciente en la calzada tras un fuerte impacto. Fue trasladado en helicóptero hasta el hospital, pero Casartelli llegaba al mismo sin vida.
La etapa siguiente sería neutralizada. El pelotón rodó agrupado durante toda la jornada, dejando que los compañeros del equipo de Casartelli, el Motorola, obtuvieran todos los premios en sprints y en la montaña, que serían donados a la familia del fallecido (esposa y un hijo pequeño de apenas dos meses de edad). Al final de la etapa, el equipo Motorola se adelantó al pelotón y entró destacado, en homenaje al ciclista italiano. Dos días después, en Limoges, Lance Armstrong conseguía una emotiva victoria de etapa que dedicaría también a su difunto compañero.
La penúltima etapa, una contrarreloj individual de 46 km, no sería en esta ocasión decisiva, pues al acabar el día, las posiciones entre los mejores quedaron igual.
Djamolidine Abdoujaparov fue el vencedor de la etapa con final en los Campos Elíseos, aunque la clasificación de los puntos sería para el francés Laurent Jalabert; Richard Virenque ganó, sin discusión, la clasificación de la montaña; Hernán Buenahora fue el ganador del premio a la combatividad y Bruno Cornillet fue el farolillo rojo, a más de 3 horas y media del vencedor.
1995 fue el año en que Miguel Induráin completaba su gesta de igualar en victorias a los mejores ciclistas de todos los tiempos: Anquetil, Merckx e Hinault; pero a diferencia de estos, el navarro fue el primero en conseguirlo de forma consecutiva. En el podio se vería acompañado por Alex Zülle y Bjarne Riis.

## Participantes
| Equipo              | Jefe(s) de filas                                 |
| Banesto             | Miguel Induráin                                  |
| Gewiss-Ballam       | Eugeni Berzin, Bjarne Riis e Ivan Gotti          |
| Carrera             | Marco Pantani, Claudio Chiappucci y Enrico Zaina |
| Aki-Gipiemme        | Zenon Jaskuła                                    |
| Mapei GB            | Tony Rominger, Fernando Escartín                 |
| Festina             | Richard Virenque y Laurent Dufaux                |
| ONCE                | Alex Zülle y Laurent Jalabert                    |
| Lampre-Panaria      | Maurizio Fondriest                               |
| Gan                 | Chris Boardman                                   |
| Polti               | Georg Totschnig y Oscar Pellicioli               |
| Kelme-Avianca Saeco | Laudelino Cubino y Hernán Buenahora              |

| Equipo                 | Jefe de filas                                 |
| Motorola               | Lance Armstrong y Álvaro Mejía                |
| TVM Panaria            | Bo Hamburger                                  |
| Lotto                  | Andrei Tchmil                                 |
| Castorama              | Armand de Las Cuevas y Laurent Madouas        |
| MG Technogym           | Gianni Bugno y Alberto Elli                   |
| Novell                 | Djamolidine Abdoujaparov y Viatcheslav Ekimov |
| Mercatone Uno          | Mario Cipollini y Massimiliano Lelli          |
| Chazal                 | Miguel Arroyo y Jean-François Bernard         |
| Brescialat             | Massimo Podenzana y Paolo Lanfranchi          |
| ZG Mobili-Selle Italia | Udo Bölts y Vladimir Poulnikov                |

## Etapas
| Etapa   | Fecha       | Recorrido                       | Distancia (km) | Ganador                  | Líder            |
| ------- | ----------- | ------------------------------- | -------------- | ------------------------ | ---------------- |
| Prólogo | 1 de julio  | Saint-Brieuc                    | 7,3 (CRI)      | Jacky Durand             | Jacky Durand     |
| 1.ª     | 2 de julio  | Dinan-Lannion                   | 233,5          | Fabio Baldato            | Jacky Durand     |
| 2.ª     | 3 de julio  | Perros-Guirec-Vitré             | 235,5          | Mario Cipollini          | Laurent Jalabert |
| 3.ª     | 4 de julio  | Mayenne - Alençon               | 67 (CRE)       | Gewiss-Ballan            | Laurent Jalabert |
| 4.ª     | 5 de julio  | Alençon-Le Havre                | 162            | Mario Cipollini          | Ivan Gotti       |
| 5.ª     | 6 de julio  | Fécamp-Dunkerque                | 261            | Jeroen Blijlevens        | Ivan Gotti       |
| 6.ª     | 7 de julio  | Dunkerque-Charleroi             | 202            | Erik Zabel               | Bjarne Riis      |
| 7.ª     | 8 de julio  | Charleroi-Lieja                 | 203            | Johan Bruyneel           | Johan Bruyneel   |
| 8.ª     | 9 de julio  | Huy-Seraing                     | 54 (CRI)       | Miguel Induráin          | Miguel Induráin  |
| 9.ª     | 11 de julio | Le Grand-Bornand-La Plagne      | 160            | Alex Zülle               | Miguel Induráin  |
| 10.ª    | 12 de julio | Aime-Alpe d'Huez                | 162,5          | Marco Pantani            | Miguel Induráin  |
| 11.ª    | 13 de julio | Le Bourg-d'Oisans-Saint-Étienne | 199            | Maximilian Sciandri      | Miguel Induráin  |
| 12.ª    | 14 de julio | Saint-Étienne-Mende             | 222,5          | Laurent Jalabert         | Miguel Induráin  |
| 13.ª    | 15 de julio | Mende-Revel                     | 245            | Serguei Outschakov       | Miguel Induráin  |
| 14.ª    | 16 de julio | Saint-Orens-Guzet-Neige         | 164            | Marco Pantani            | Miguel Induráin  |
| 15.ª    | 18 de julio | Saint-Girons-Cauterets          | 206            | Richard Virenque         | Miguel Induráin  |
| 16.ª    | 19 de julio | Tarbes-Pau                      | 267            | Etapa neutralizada       | Miguel Induráin  |
| 17.ª    | 20 de julio | Pau-Burdeos                     | 246            | Erik Zabel               | Miguel Induráin  |
| 18.ª    | 21 de julio | Montpon-Ménestérol-Limoges      | 166,5          | Lance Armstrong          | Miguel Induráin  |
| 19.ª    | 22 de julio | Lac de Vassivière               | 46,5 (CRI)     | Miguel Induráin          | Miguel Induráin  |
| 20.ª    | 23 de julio | Sainte-Geneviève-de-Bois-París  | 155            | Djamolidine Abdoujaparov | Miguel Induráin  |

## Clasificaciones
| \| 1. \| Miguel Induráin \| España \| BAN \| 92h 44' 59" \| \| \| 2. \| Alex Zülle \| Suiza \| ONC \| + 4' 35" \| \| \| 3. \| Bjarne Riis \| Dinamarca \| GEW \| + 6' 47" \| \| \| 4. \| Laurent Jalabert \| Francia \| ONC \| + 8' 24" \| \| \| 5. \| Ivan Gotti \| Italia \| GEW \| + 11' 33" \| \| \| 6. \| Melchor Mauri \| España \| ONC \| + 15' 20" \| \| \| 7. \| Fernando Escartín \| España \| MAP \| + 15' 45" \| \| \| 8. \| Tony Rominger \| Suiza \| MAP \| + 16' 46" \| \| \| 9. \| Richard Virenque \| Francia \| FES \| + 17' 31" \| \| \| 10. \| Hernán Buenahora \| Colombia \| KEL \| + 18' 50" \| \| |                   |           |     |             |  |
| 1. | Miguel Induráin   | España    | BAN | 92h 44' 59" |  |
| 2. | Alex Zülle        | Suiza     | ONC | + 4' 35"    |  |
| 3. | Bjarne Riis       | Dinamarca | GEW | + 6' 47"    |  |
| 4. | Laurent Jalabert  | Francia   | ONC | + 8' 24"    |  |
| 5. | Ivan Gotti        | Italia    | GEW | + 11' 33"   |  |
| 6. | Melchor Mauri     | España    | ONC | + 15' 20"   |  |
| 7. | Fernando Escartín | España    | MAP | + 15' 45"   |  |
| 8. | Tony Rominger     | Suiza     | MAP | + 16' 46"   |  |
| 9. | Richard Virenque  | Francia   | FES | + 17' 31"   |  |
| 10. | Hernán Buenahora  | Colombia  | KEL | + 18' 50"   |  |

| \| 1. \| Laurent Jalabert \| Francia \| ONC \| 333 puntos \| \| 2. \| Djamolidine Abdoujaparov \| Uzbekistán \| NOV \| 271 puntos \| \| 3. \| Miguel Induráin \| España \| BAN \| 180 puntos \| |                          |            |     |            |
| 1. | Laurent Jalabert         | Francia    | ONC | 333 puntos |
| 2. | Djamolidine Abdoujaparov | Uzbekistán | NOV | 271 puntos |
| 3. | Miguel Induráin          | España     | BAN | 180 puntos |

| \| 1. \| Richard Virenque \| Francia \| FES \| 438 puntos \| \| 2. \| Claudio Chiappucci \| Italia \| CAR \| 241 puntos \| \| 3. \| Alex Zülle \| Suiza \| ONC \| 205 puntos \| |                    |         |     |            |
| 1. | Richard Virenque   | Francia | FES | 438 puntos |
| 2. | Claudio Chiappucci | Italia  | CAR | 241 puntos |
| 3. | Alex Zülle         | Suiza   | ONC | 205 puntos |

| \| 1. \| Marco Pantani \| Italia \| CAR \| 93h 11' 19" \| |               |        |     |             |
| 1.                                                        | Marco Pantani | Italia | CAR | 93h 11' 19" |

| \| 1. \| ONCE \| España \| ONC \| - \| |      |        |     |   |
| 1.                                     | ONCE | España | ONC | - |